# Erik Emune
Erik Emune, född omkring 1090, död 18 september 1137, kung av Danmark 1134–1137. Oäkta son till Erik Ejegod.
Erik blev tidigt jarl på Lolland och lät 1131 utropa sig till kung, sedan hans halvbroder Knut Lavard blivit mördad av Magnus Nilsson. Först förlorade han flera slag, men till slut segrade han i det stora slaget vid Foteviken, i sydvästra Skåne, 1134, över sin farbror Nils och dennes son Magnus. Han fick då tillnamnet Emune, "den minnesvärde".
Efter slaget vid Foteviken blev Erik Emune hyllad som kung på Sankt Libers hög vid Lund. Han tog Lund som säte och gjorde staden till Danmarks huvudstad.
1135 lät Erik avrätta sin halvbroder Harald Kesja och tio av dennes söner. 1136 anföll han Rügen, intog Jaromarsburg med templet Arkona och tvingade invånarna att för en kort tid anta kristendomen. Den 18 september 1137 mördades Erik på tinget i närheten av Ribe av stormannen Sorte Plov och blev begravd i Ribe domkyrka. 
Erik gifte sig 1130 med den ryska furstinnan Malmfrid av Kiev, dotter till storfurst Mstislav av Ryssland. Hon hade tidigare varit gift med den norske kungen Sigurd Jorsalafarare, men blivit förskjuten.
Barn:
1. Sven Grate, utom äktenskapet.